# NGC 747
NGC 747 è una galassia a spirale situata nella costellazione della Balena, a una distanza di circa 245 milioni di anni luce dalla nostra Via Lattea.

## Scoperta
La galassia è stata scoperta nel 1886 dall'astronomo statunitense Francis Leavenworth.

## Descrizione
NGC 747 ha una classe di luminosità II e presenta una larga riga a 21 cm dell'idrogeno neutro.
Nella stessa area di cielo sono presenti anche altre galassie: NGC 713, NGC 731, NGC 755 e NGC 767.